# Hanggin Houqi
Hanggin Houqi (tylna chorągiew Hanggin; chiń. 杭锦后旗; pinyin: Hángjǐn Hòu Qí) – chorągiew w północnych Chinach, w regionie autonomicznym Mongolia Wewnętrzna, w prefekturze miejskiej Bayan Nur. W 1999 roku liczyła 310 802 mieszkańców.